# Peszektergenye
Peszektergenye (szlovákul Sikenica) község Szlovákiában, a Nyitrai kerület Lévai járásában. Nagypeszek és Tergenye községek egyesítésével jött létre.

## Fekvése
Lévától 21 km-re délkeletre, a Szikince partján fekszik.

## Története
Peszektergenye eredetileg két külön község volt.

### Nagypeszek
A község területén már az újkőkorszakban település állt, a vonaldíszes kerámiák népe lakott ezen a vidéken. Kerültek elő leletek a középső bronzkorból, és a 10-11. századból is.
Nagypeszeket 1295-ben "Pescech" alakban említik először, a Hont-Pázmány nemzetség birtoka volt. 1324-ben "Pezek", 1355-ben "Pescek Superior et Inferior", 1461-ben "Kyspezek", 1497-ben "Naghpezek" alakban tűnik fel a neve. A 16. században a zselizi uradalom részeként a Dersfi család birtoka. 1715-ben malom és 17 háztartás állt a községben. A 19. században előbb az Eszterházy, majd a Breuner család tulajdona. Az Eszterházy családnak hatalmas szőlészete volt itt, szüretei messze földön híresek voltak. 1850 körül Nagypeszek 507 lakosából 410 református vallású. Lakói főként mezőgazdaságból, szőlőtermesztésből és juhtenyésztésből éltek.

### Tergenye
Tergenye területén már az őskorban éltek emberek, a paleolitikus időszakából csontvázas sírok kerültek itt elő.
1307-ben említik először. Régi temploma a 15. században épült. A reformáció során a község népe is az új hitre tért, de az ellenreformáció során a reformátusokat nagyrészt elűzték a faluból. 1715-ben malom és 14 háztartás állt a településen. 1720-ban 18 volt a háztartások száma. A 19. század elején az Eszterházy család birtoka, akik a Garam völgyéből katolikus németeket és szlovákokat telepítettek ide, ezek azonban később elmagyarosodtak.
A trianoni békeszerződésig mindkét település Hont vármegye Vámosmikolai járásához tartozott. 1938 és 1944 között mindkét település újra Magyarország része volt.
Nagypeszeket és Tergenyét 1960-ban egyesítették. 1986–1992 között közigazgatásilag Zselízhez tartozott.

## Népessége
| Év:            | 1994. | 2004.   | 2014.   | 2024.   |
| -------------- | ----- | ------- | ------- | ------- |
| Emberek száma: | 653   | 643     | 641     | 602     |
| Eltérés:       |       | -1,53 % | -0,31 % | -6,08 % |

| Év:            | 2023. | 2024.   |
| -------------- | ----- | ------- |
| Emberek száma: | 624   | 602     |
| Eltérés:       |       | -3,52 % |

1880-ban Nagypeszek 441 lakosából 422 magyar és 3 szlovák anyanyelvű, Tergenye 622 lakosából 582 magyar és 18 szlovák anyanyelvű volt.
1890-ben Nagypeszek 611 lakosából 603 magyar és 4 szlovák anyanyelvű, Tergenye 598 lakosából 573 magyar és 3 szlovák anyanyelvű volt.
1900-ban Nagypeszek 620 lakosából 619 magyar és 1 szlovák anyanyelvű, Tergenye 543 lakosából 533 magyar és 2 szlovák anyanyelvű volt.
1910-ben Nagypeszek 643 lakosa mind magyar anyanyelvű, Tergenye 539 lakosából 534 magyar és 3 szlovák anyanyelvű volt.
1921-ben Nagypeszek 830 lakosából 758 magyar és 46 csehszlovák, Tergenye 524 lakosából 512 magyar és 4 csehszlovák volt.
1930-ban Nagypeszek 743 lakosából 655 magyar, 67 csehszlovák, 2 zsidó, 1 német és 18 állampolgárság nélküli, Tergenye 528 lakosából 509 magyar és 14 csehszlovák volt.
Nagypeszeken 435 református, 263 római katolikus, 41 evangélikus, 3 izraelita és 1 egyéb vallású, Tergenyén 363 római katolikus, 161 református, 2-2 evangélikus és izraelita vallású élt.
1941-ben Nagypeszek 693 lakosából 692 magyar és 1 egyéb nemzetiségű, Tergenye 504 lakosa mind magyar volt.
1970-ben 1122 lakosából 523 magyar és 594 szlovák volt.
1980-ban 913 lakosából 431 magyar és 472 szlovák volt.
2001-ben 629 lakosából 358 szlovák és 254 magyar.
2011-ben 657 lakosából 414 szlovák és 168 magyar, ebből 216 magyar, 356 szlovák és 77 ismeretlen anyanyelvű volt. Ebből 326 római katolikus, 70 református, 52 evangélikus, 15 görög katolikus, 92 ismeretlen vallású és 81 nem vallásos.
2021-ben 627 lakosából 428 (+5) szlovák, 130 (+20) magyar, (+2) cigány, (+1) ruszin, 14 egyéb és 55 ismeretlen nemzetiségű volt.

## Nevezetességei
- Nagypeszek református temploma 1750-ben épült barokk stílusban, 1908-ban átépítették. Más források szerint előbb fatemploma volt, majd 1791-ben kőtemplomot építettek.[4]
- Tergenye katolikus temploma eredetileg 15. századi, 1892-ben újjáépítették, mely által eredeti formáját elveszítette.

## Neves személyek
- Az itteni Eszterházy-uradalom gyakori vendége volt a híres zeneszerző, Franz Schubert is, aki a hagyomány szerint itt írta a Müller-dalokat.
- Nagypeszeken született 1881-ben Bálint Aladár író, újságíró.
- Nagypeszeken született 1904. december 5-én Tóth Kálmán református lelkész.[5]
- Nagypeszeken született 1922-ben Lovicsek Béla szlovákiai magyar író.
- Tergenyén született 1879-ben Ádám Lajos sebész, egyetemi tanár.
- Tergenyén szolgált Bánhorváthi János református lelkész.

## Külső hivatkozások
- Községinfó
- Peszektergenye Szlovákia térképén[halott link]
- Alapinformációk
- E-obce.sk[halott link]